# روب فان ديجيك
روب فان ديجيك (بالهولندية: Rob van Dijk)‏ (15 يناير 1969 في هولندا - ) هو لاعب كرة قدم هولندي في مركز حراسة المرمى. لعب مع آر كي سي فالفيك ودي غرافشاب وفاينورد ونادي آيندهوفن ونادي أوترخت ونادي هيرنفين.

## وصلات خارجية
- روب فان ديجيك على موقع قاعدة بيانات كرة القدم.إي يو (الإنجليزية)
- روب فان ديجيك على موقع Soccerway.com (الإنجليزية)